# Musique populaire
Ne doit pas être confondu avec Pop (musique).
« Chanson populaire » redirige ici. Pour les mélodies d'Augusta Holmès, voir Chansons populaires.
La musique populaire est l'ensemble des genres de musique tirant leur origine et trouvant leur public dans les milieux populaires. Elle se développe dans un milieu urbain et industrialisé et est souvent associée à l'histoire de la révolution industrielle et technologique ayant amené la technique phonographique, ainsi qu'à l'histoire de la mondialisation.
Le terme est souvent utilisé comme un comparatif par certains défenseurs de la musique savante, qui perçoivent la musique populaire comme un produit commercial et pointent ses faiblesses esthétiques, qu'ils jugent en comparaison de la musique classique européenne. Si la musique populaire est souvent associée à la musique commerciale ou de masse, elle s'en distingue néanmoins par des critères qualitatifs et par sa capacité à former des communautés de mélomanes en se nourrissant de formes musicales inscrites dans diverses traditions historiques.
Il ne faut pas confondre la musique populaire avec la musique pop, qui est un genre spécifique de musique populaire.

## Caractéristiques
Le terme de musique populaire est l'objet de débats. Le sociologue Simon Frith estime que le terme de culture populaire « n'a de sens qu'en tant que comparatif » et que ses plus fréquents objets de comparaison sont la haute culture, la culture folklorique et la culture de masse. La musique populaire est en effet souvent comparée à la musique savante, la musique traditionnelle et la musique commerciale.
Depuis les années 1980, le milieu universitaire retient la « définition anglo-saxonne » du terme, comme le rappelle le musicologue français Olivier Julien : « sont populaires non pas les musiques qui ne sont pas savantes, mais les musiques qui ne sont ni savantes, ni folkloriques ». Citant Philip Tagg, pionnier des études sur la musique populaire, le même auteur précise que « les musiques populaires […] partagent avec les musiques folkloriques l'absence de cadre institutionnel, mais ont en commun avec la musique savante d'être jouées et composées par des musiciens professionnels ». La musique populaire se distingue aussi de la musique savante (transmise par la partition) et de la musique traditionnelle (transmise par la tradition orale) par son rapport avec la technique phonographique, qui lui fait traverser l'histoire. Pour Simon Frith, elle se distingue aussi de la musique de masse, car si la musique populaire est « consommée d'une manière particulière clairement différenciée de celle des élites culturelles », l'adjectif « populaire » ne se confond pas avec celui de « masse » : « de nombreuses musiques populaires […] ont de plus faibles ventes […] que des enregistrements de musique classique à succès ».
La musique populaire européenne a hérité de certains des usages de la musique modale, du système tonal et des instruments de la musique classique, mais la musique populaire de manière générale peut aussi se référer à d'autres genres musicaux et à d'autres traditions musicales. Par exemple la musique populaire japonaise se nourrit à la fois du jazz et de sa musique traditionnelle, et certains morceaux des Beatles empruntent aussi bien à la musique classique européenne qu'à la pop américaine ou à la musique traditionnelle indienne. La variété des genres et l'éclatement des frontières musicales qui caractérisent la musique populaire la lient intimement à l'histoire de la mondialisation et de la révolution industrielle.
Pour ses détracteurs, la musique populaire est assimilée à la culture de masse ou à la musique « commerciale ». C'est le cas de Theodor W. Adorno, qui a rendu célèbre le concept d'industrie culturelle et voyait dans les genres de musique populaire comme le jazz des simples modes ou produits commerciaux.

## Histoire

### Chant populaire
Il a des racines très anciennes dans le chant traditionnel dit folklorique ou de folklore vivant, en France pour partie chanté en Breton, basque, provençal, corse, flamand, alsacien, etc. puis en français surtout à partir du XIXe siècle. Les thèmes des saisons, des amours, des âges de la vie, du mariage, des guerres et de la mort sont récurrents. Il accompagnait la vie de tous les jours, les travaux des champs et la garde des troupeaux par les enfants, les danses, les fêtes, etc.

### Chanteur de rue
C'est une personne (homme ou femme), souvent anonyme, qui chante sur la voie publique, parfois associée au camelot. Ce chanteur vit de l'argent que ses auditeurs lui donnent. Des styles et modes particuliers existent selon les époques et les pays (ex : les prosopopées dites lamenti italiens composés et imprimés durant la Renaissance, de 1453 aux années 1630-1650 ; lamenti storici, parodiques, satiriques et musicaux). Parfois sans instruments, parfois muni d'un porte-voix, il cherche à attirer et captiver un maximum d'auditoire en un temps très court et s'appuie pour cela sur une musique mélodieuse, un air déjà connu et/ou un texte accrocheur, parfois politique et satirique, devant alors parfois se jouer de la police.
Très populaires avant l'invention des médias modernes (radio, télévision, enregistrement sonore), ils ont largement contribué à la diffusion d'idées ou d'informations au même titre que les journaux. En effet, en dehors de quelques grands standards de la musique populaire, leur répertoire s'inspirait souvent de faits majeurs ou de faits divers remarquables, assurant une publicité à ces événements. Au XIXe siècle avec la révolution industrielle, l'apparition d'une classe ouvrière urbaine et son exode rural, elle contribue à porter et diffuser la chanson ouvrière et « sociale ».
Habitués à se mettre en public dans des conditions difficiles, les chanteurs de rue avaient souvent une personnalité originale et extravertie. Au nombre de ceux-ci le célèbre Aubert (né vers 1769, attesté en vie en 1848), doyen des chanteurs des rues de Paris fut nommé par ses confrères « Syndic des chanteurs des rues » de Paris. En 1848, il parle au nom de la délégation de 800 chanteurs, musiciens et mendiants des rues de Paris venus rendre hommage à l'Élysée au chansonnier Béranger membre de la commission des secours.
Le chanteur des rues a toujours fait partie des « Cris (et bruits) de la rue », mais le développement de la voiture et l'augmentation du volume sonore lié à la vie moderne, la difficulté d'occuper la voie publique, l'accusation de mendicité et surtout la banalisation des enregistrements sonores ont réduit la présence des chanteurs de rue. Il en reste malgré tout, y compris officiellement,.

### Marchand de musique
Le marchand de musique ou de chanson est une profession aujourd'hui disparue en Europe mais qui était encore active dans l'entre deux-guerres, avant la large diffusion de la radio puis de la télévision. C'est un métier connexe à la chanson populaire depuis plusieurs siècles (chanson autrefois spécifiquement éditée et diffusée sur feuilles volantes). Les marchands de musique étaient itinérants et vendaient des partitions de chant en entonnant eux-mêmes la musique. Ils parcouraient les villes et se déplaçaient de foire en foire. Ils proposaient leurs chansons sous forme de feuille volante, souvent grossièrement imprimée, à des personnes qui ne savaient globalement pas lire la musique, mais qui étaient intéressées par la mélodie ou par le texte de la chanson. Ces feuilles volantes étaient parfois également illustrées par des gravures, œuvres d'illustrateurs connus, intéressantes du point de vue artistique et iconographique. Certains marchands de musique ne déchiffraient pas les partitions, mais avaient une bonne mémoire des airs. Leurs feuilles volantes restent une mine d'information sur les idées, les coutumes et les centres d'intérêt des Européens au XIXe et au début du XXe siècle.

### Orphéons et goguettes
Dès le début du XIXe siècle, les orphéons fédèrent les masses. Il s'agit d'abord de chorales d'enfants puis d'ouvriers. Quelques noms : Wilhem, pédagogue et fondateur du premier orphéon en 1833. Delaporte qui contribuera dans la seconde partie du XIXe siècle à donner une ampleur nationale au mouvement. À partir des années 1850, le terme « Orphéon » désigne les chorales, les fanfares et les orchestres d'harmonie qui ont connu un essor dû au développement de l'industrie des instruments de musique. Les héritiers actuels du mouvement sont le mouvement À Cœur Joie (chorales) l'UFF (fanfares) la CFBF (batterie-fanfare), la CMF (orchestres d'harmonie, orchestres à plectre).
Au XIXe siècle, des centaines de goguettes rassemblent à Paris, dans sa banlieue et aux alentours des dizaines de milliers d'ouvriers ou journaliers, hommes ou femmes. Il en existe encore au siècle suivant. La goguette de la Muse rouge disparaît seulement en 1939.

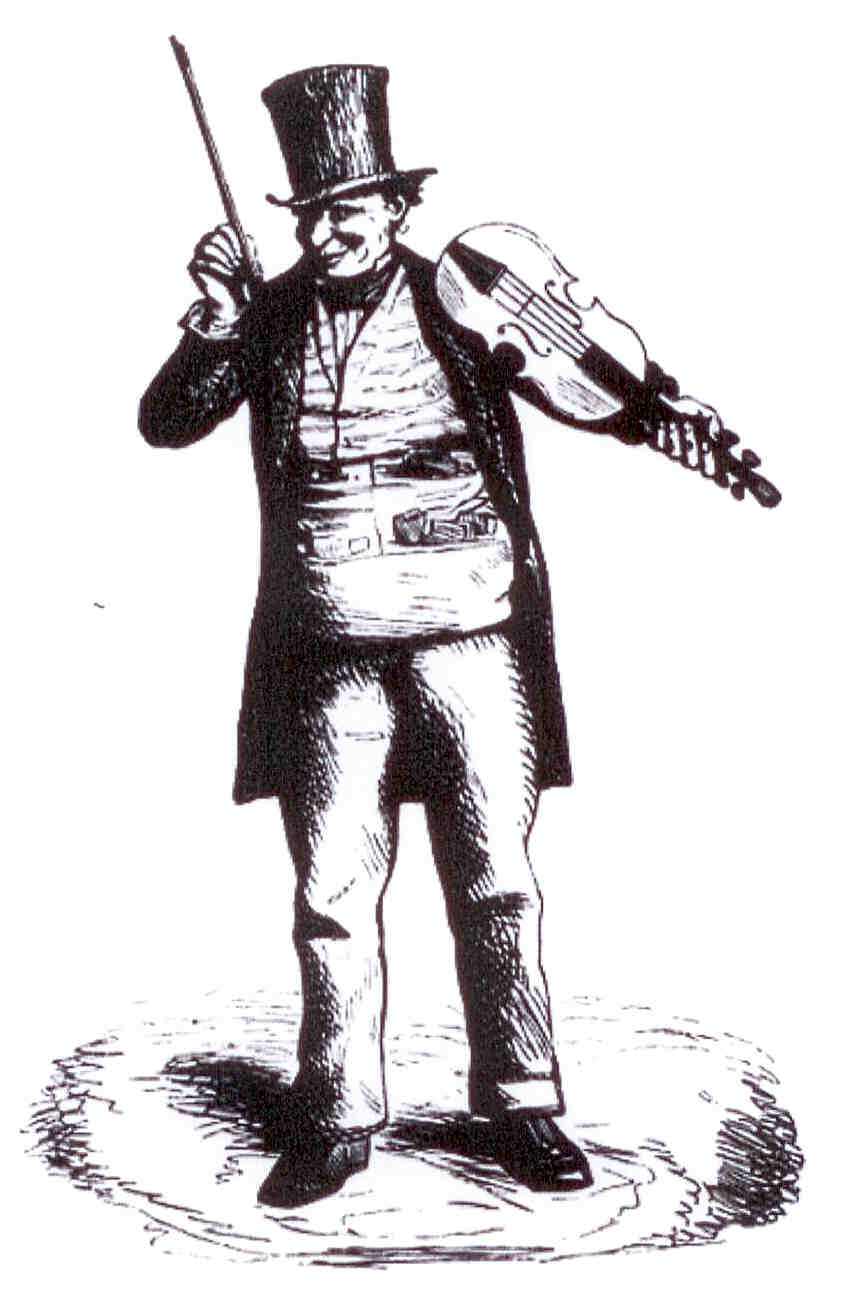
Violoneux chanteur des rues de Paris (gravure de 1845).

## Formes répandues
La musique populaire s'appuie sur quelques standards musicaux et commerciaux. Elle est aussi à l'origine d'un certain vocabulaire.

### Forme
Il s'agit essentiellement de chansons (des paroles soutenues par une musique instrumentale ou un petit chœur). Une chanson dure la plupart du temps entre 3 et 5 minutes (durée initiale de la face d'un disque 78 tours ou d'un vinyle 45 tours). Les textes utilisent le vocabulaire courant, voire familier. La musique est essentiellement tonale, écrite dans le mode majeur ou en mode mineur. Sa structure repose souvent sur une alternance entre un refrain et quelques couplets (en général, moins de cinq).
L'ensemble, musique et paroles, est facile à mémoriser par écoute répétée. Elle s'efforce ainsi d'être facilement compréhensible et donc diffusable internationalement. À cet effet, on note une nette prédominance de l'anglais dans les paroles, au moins en ce qui concerne celle qui s'exporte massivement. La musique s'efforce de pouvoir être diffusée le plus largement possible : utilisation d'instruments courants (guitares, claviers, cuivres, cordes, percussions), arrangements musicaux standards, quasi-monopole de la langue anglaise pour les paroles de la version dite « internationale » sans pour autant éliminer toute forme de production nationale.

### Promotion
Avant l'invention des médias audios modernes (radio, télévision, disques), la diffusion était assurée par des chanteurs de rue qui vendaient les partitions sur les marchés en entonnant eux-mêmes les chansons. La généralisation de la radio a favorisé l'émergence d'une diffusion sur les ondes par des chanteurs qui initialement interprétaient en direct puis se sont enregistrés. Actuellement, la diffusion est massive et se fait par ondes radio, par CD (on parle alors d'EPK), et par diffusion de clips vidéo au cours d'émissions de télévision, mais surtout sur YouTube, ou par des applications de musique numérique, comme Spotify, Deezer ou Apple Music.

### Vocabulaire
Un tube, ou « hit », est une chanson qui a particulièrement « bien marché », c'est-à-dire qu'elle a atteint des sommets de vente.
Un disque d'or ou de platine récompense l'auteur d'une musique qui s'est bien vendue.
Un hit-parade (en anglais : chart) est une compétition permanente de musique populaire organisée par des chaînes de radio ou de télévision. L'objectif est d'être no 1 (être « au top »), ce qui est théoriquement déterminé par le nombre de disques vendus ou par le vote des auditeurs. Plus longtemps une chanson est en tête du hit-parade, plus elle s'assure une large diffusion, favorisant les retombées commerciales.

## Enjeux économiques
Il est notable que l'aspect commercial et promotionnel soit une caractéristique dominante de la musique populaire depuis la deuxième moitié du XXe siècle : première en termes de part de marché dans le monde de la musique, la musique populaire est l'objet d'enjeux commerciaux énormes pour les producteurs de musique, ce qui justifie l'emploi de méthodes commerciales poussées, identiques à celles utilisées pour les produits de consommation courante : méthodes dites des « grands lessiviers » : Procter & Gamble, Henkel, etc. C'est ainsi qu'une musique fait l'objet d'une « politique de lancement » pour toucher une « cible privilégiée », qu'on « fait la promotion » d'un nouveau chanteur en espérant que ses ventes « décollent », ou qu'on résilie le contrat d'un chanteur qui ne « se vend plus assez » ou dont le genre « arrive en fin de vie », quitte à le rappeler s'il « rebondit ». Les droits d'exploitation des musiques les plus populaires représentent une source importante de revenus que l'on ne cède pas facilement.
La principale production de musique populaire est donc le résultat d'une politique visant à générer des profits. Ces enjeux commerciaux sont surtout le fait des grandes majors du disque (Universal, EMI, Sony, BMG). Les maisons de disques indépendantes (comme Tôt ou Tard, Naïve Records) à la diffusion plus limitée semblent être moins à la recherche de profits. Certains musiciens ne trouvant pas de maisons de disques « s'autoproduisent », mais ils bénéficient alors d'une distribution « classique » (vente de CD en magasins) et d'une visibilité réduite, bien que le développement d'Internet ait changé la donne au cours des dernières années ; on voit notamment des sites permettant de participer à la production d'artistes inconnus du grand public et des outils de diffusion comme MySpace ou autres,.

## Présence amateur
Si l'enregistrement de musique en studio fait toujours appel à des professionnels, la musique populaire est la musique la plus jouée par des amateurs. De nombreux « groupes de garage » se créent dans le but de reprendre leurs musiques préférées à partir des enregistrements de leurs vedettes. Les plus talentueux et les plus constants pourront même arriver à jouer en public (soirées privées, clubs d'étudiants, bals…). Ce type de réinterprétation à partir des disques a remplacé le modèle de la musique traditionnelle fondé en grande partie sur la transmission par le jeu. De nombreux groupes de rock, de pop ou de jazz ont commencé par faire de la musique sous cette forme. Parmi les plus célèbres on peut citer les Beatles et les Rolling Stones.
Le karaoké est également une forme de réinterprétation devenue courante : à partir d'un enregistrement de l'arrangement musical « réputé exact », un soliste au micro chante la mélodie. Très utilisé dans les soirées conviviales et exclusivement fondé sur des chansons à succès, le karaoké laisse une part d'interprétation au soliste. Actuellement, les musiciens amateurs peuvent profiter de la vulgarisation des outils d'enregistrement et de reproduction (stations de mixage, samplers, logiciels de mixage, graveurs de CD, etc.) pour autoproduire leur musique et n'hésitent plus à la diffuser, par Internet notamment.

## Tendances
Diverses études de musicologie ont été faites sur les fonctions psychologiques de la musique pour ceux qui les écoutent, et sur les tendances et préférences musicales (selon les pays, les générations ou classes sociales), mais aussi concernant le rôle ou le caractère plus ou moins concret et prévisible des paroles des chansons populaires et sur les émotions qu'elles véhiculent,,, avec la musique plus ou moins gaie, triste ou signifiante.
Selon une revue d'études récente (2024), basée sur l'analyse, avec l'aide de l'IA, de plus de 350 000 hits du top 40 publiée : depuis 50 ans les chansons populaires anglophones tendent à devenir plus simples et plus répétitives qu'autrefois, ce qui pourrait les rendre plus accrocheuses et plus attrayantes pour le public contemporain. Selon JC Nunes et al. (2015) les répétitions dans une chanson augmentent la fluidité du traitement, et favoriseraient son succès commercial.